# ウェストミーズ統監
ウェストミーズ統監（ウェストミーズとうかん、英語: Lord Lieutenant of Westmeath）は、イギリスの官職。統監の1つで、ウェストミーズ県を担当する。1831年首席治安判事（アイルランド）法（Custos Rotulorum (Ireland) Act 1831）により、Governor職を置き換える形で設立され、ウェストミーズ首席治安判事も兼任する。1922年に建国したアイルランド自由国では統監が任命されなくなったが、法律自体は残り、1983年制定法整理法で正式に廃止された。

## 一覧
- 1831年10月7日 – 1871年4月：初代ウェストミーズ侯爵ジョージ・ニュージェント[3]
- 1871年4月3日 – 1883年1月26日：初代グレヴィル男爵フルク・グレヴィル＝ニュージェント（英語版）[3]
- 1883年3月28日 – 1888年11月3日：第4代準男爵サー・ベンジャミン・ジェームズ・チャップマン（英語版）[3]
- 1889年1月14日 – 1892年4月26日：第4代カースルメイン男爵リチャード・ハンドコック[3]
- 1892年6月13日 – 1898年12月3日：フランシス・トレイヴァース・デイムズ＝ロングワース（英語版）[3]
- 1899年5月26日 – 1922年：第5代カースルメイン男爵アルバート・ハンドコック[3]